# 199757 Shagunsingh
199757 Shagunsingh este o planetă minoră (asteroid), cu un diametru de 6,349 km, din centura de asteroizi. A fost descoperită pe 7 mai 2006 la Mount Lemmon⁠(d) de Mount Lemmon Survey⁠(d). 
Obiectul prezintă o orbită caracterizată de o semiaxă mare de 3,1719995167196 UAi, o excentricitate de 0,072687436372831, o înclinație de 9,5818825590768 ° în raport cu ecliptica.